# Chiesa di Sant'Antonio Maria Zaccaria (Milano)

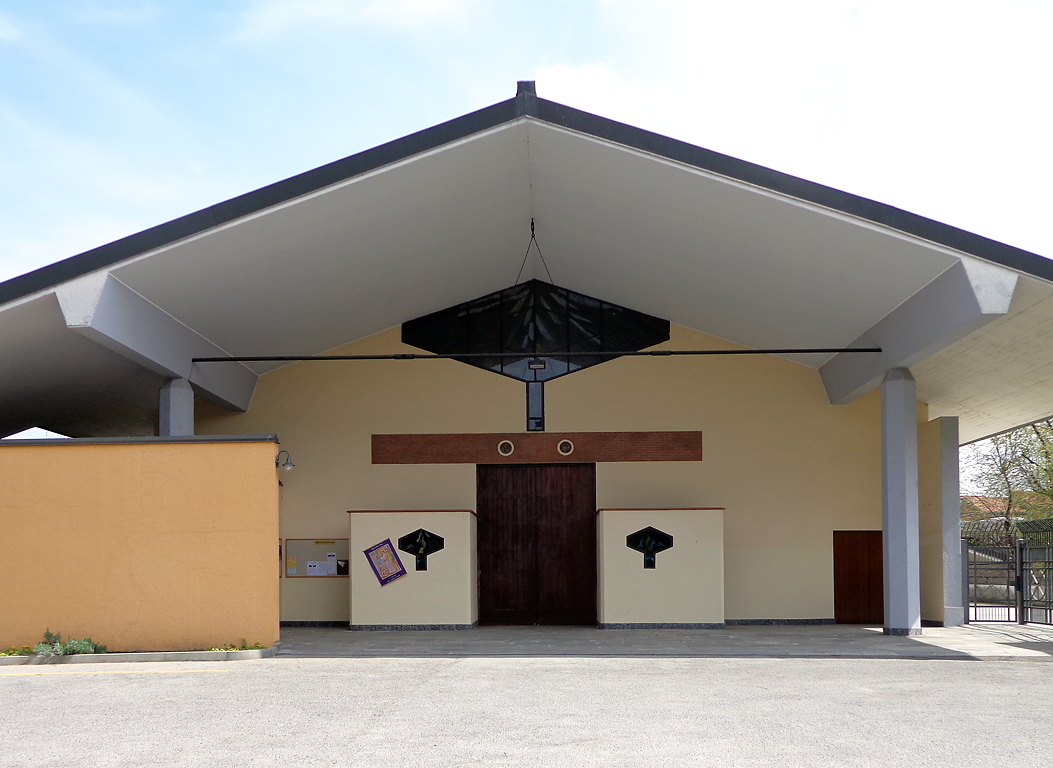
La facciata

La chiesa di Sant'Antonio Maria Zaccaria è una chiesa di Milano, posta nel centro del quartiere Chiesa Rossa.

## Storia
La chiesa venne ideata negli anni sessanta del XX secolo come parte integrante del nuovo quartiere Chiesa Rossa, e costruita dal 1966 al 1968 su progetto di Vittorio Gandolfi.

## Caratteristiche
Si tratta di una chiesa a pianta rettangolare, con struttura portante in calcestruzzo armato.
L'esterno si presenta in forme semplici e quasi dimesse, ma vivacizzate dall'ampia tettoia a sbalzo posta in facciata e dall'alto tiburio a base esagonale, alla cui sommità è posta una croce metallica.
L'interno, a tre navate separate da pilastri, è rivestito in mattoni a vista; il presbiterio è particolarmente illuminato, per la presenza del tiburio soprastante.
La chiesa è posta in posizione elevata, su un terrapieno, ed è raggiungibile attraverso una strada in salita o una scalinata; è direttamente collegata con la piazza del centro civico, anch'essa sopraelevata.
Sotto la chiesa, al livello della strada, vi sono alcuni spazi parrocchiali; a nord dell'edificio è posto l'oratorio.